# Campeonato Italiano de Futebol de 2014–15 – Segunda Divisão
O campeonato italiano da segunda divisão mais conhecido
como Serie B 2014-15 é a 83ª edição dessa competição e teve início em 29 de agosto de 2014. O campeonato conta 
com uma fase regular onde todas as equipes se enfrentam em jogos de ida e volta e a equipe
que marcar mais pontos é declarada campeã, e junto com o segundo colocado conquista o acesso a
direto a Serie A 2015-2016. As equipes classificadas entre a 3ª e a 8ª posição disputam uma série de play-offs com partidas de ida e volta para decidir quem fica com a 3ª vaga na Serie A.

## Participantes

### Número de equipes por estado
| Posição | Região         | Nº de equipes | Equipes                   |
| ------- | -------------- | ------------- | ------------------------- |
| 1       | Emília-Romanha | 3             | Modena, Carpi e Bologna   |
| 2       | Abruzos        | 2             | Pescara e Virtus Lanciano |
| 2       | Ligúria        | 2             | Spezia e Virtus Entella   |
| 2       | Lombardia      | 2             | Brescia e Varese          |
| 2       | Piemonte       | 2             | Novara e Pro Vercelli     |
| 2       | Úmbria         | 2             | Perugia e Ternana         |
| 2       | Lázio          | 2             | Latina e Frosinone        |
| 2       | Sicília        | 2             | Trapani e Catania         |
| 2       | Vêneto         | 2             | Vicenza e Cittadella      |
| 11      | Calábria       | 1             | Crotone                   |
| 11      | Apúlia         | 1             | Bari                      |
| 11      | Toscana        | 1             | Livorno                   |
| 11      | Campânia       | 1             | Avellino                  |

### Informação dos clubes
| Nome                                     | Cidade     | Estádio                         | Capacidade | Em 2013-14            |
| ---------------------------------------- | ---------- | ------------------------------- | ---------- | --------------------- |
| Unione Sportiva Avellino                 | Avelino    | Stadio Partenio                 | 10 215     | 11°                   |
| Associazione Sportiva Bari               | Bari       | Stadio San Nicola               | 58 270     | 7°                    |
| Bologna Football Club 1909               | Bologna    | Stadio Renato Dall'Ara          | 38 279     | 19° (Serie A)         |
| Brescia Calcio                           | Brescia    | Stadio Mario Rigamonti          | 22 944     | 13°                   |
| Carpi F.C. 1909                          | Carpi      | Estádio Sandro Cabassi          | 4 164      | 12°                   |
| Calcio Catania                           | Catania    | Stadio Angelo Massimino         | 20 266     | 18° (Serie A)         |
| Associazione Sportiva Cittadella         | Cittadella | Estádio Piercesare Tombolato    | 7 623      | 17°                   |
| Football Club Crotone                    | Crotone    | Estádio Ezio Scida              | 9 631      | 6°                    |
| Frosinone Calcio                         | Frosinone  | Stadio Comunale Matusa          | 9 680      | 2° (Lega Pro/Grupo B) |
| Unione Sportiva Latina Calcio            | Latina     | Estádio Domenico Francioni      | 8 000      | 3°                    |
| Associzione Sportiva Livorno Calcio      | Livorno    | Stadio Armando Picchi           | 19 238     | 20° (Serie A)         |
| Modena Football Club                     | Modena     | Estádio Alberto Braglia         | 21 151     | 5°                    |
| Perugia Calcio                           | Perugia    | Stadio Renato Curi              | 28 000     | 1° (Lega Pro/Grupo B) |
| Pescara Calcio                           | Pescara    | Estadio Adriático               | 20 476     | 15°                   |
| Unione Sportiva Pro Vercelli Calcio 1892 | Vercelli   | Estádio Silvio Piola (Vercelli) | 4 215      | 2° (Lega Pro/Grupo A) |
| Spezia Calcio 1906                       | La Spezia  | Estádio Alberto Picco           | 10 336     | 8°                    |
| Ternana Calcio                           | Terni      | Stadio Libero Liberati          | 17 460     | 16°                   |
| Trapani                                  | Trapani    | Stadio Polisportivo Provinciale | 7 750      | 14°                   |
| Associazione Sportiva Varese 1910        | Varese     | Estádio Franco Ossola           | 9 424      | 18°                   |
| Vicenza Calcio                           | Vicenza    | Estádio Romeo Menti             | 12 500     | 5° (Lega Pro/Grupo A) |
| Virtus Entella                           | Chiavari   | Estádio Comunale                | 4 154      | 1° (Lega Pro/Grupo A) |
| Società Sportiva Virtus Lanciano         | Lanciano   | Estádio Guido Biondi            | 4 678      | 10°                   |

## Classificação
Atualizada até 22 de maio de 2015.
| Pos | Equipes           | Pts | J  | V  | E  | D  | GM | GS | SG  | Classificação ou rebaixamento                   |
| --- | ----------------- | --- | -- | -- | -- | -- | -- | -- | --- | ----------------------------------------------- |
| 1   | Carpi             | 80  | 42 | 22 | 14 | 6  | 59 | 28 | +31 | Promoção para a Serie A de 2015–16              |
| 2   | Frosinone         | 71  | 42 | 20 | 11 | 11 | 62 | 49 | +13 | Promoção para a Serie A de 2015–16              |
| 3   | Vicenza           | 68  | 42 | 18 | 14 | 10 | 44 | 37 | +7  | Play-offs de Promoção para a Serie A de 2015–16 |
| 4   | Bologna           | 68  | 42 | 17 | 17 | 8  | 49 | 35 | +14 | Play-offs de Promoção para a Serie A de 2015–16 |
| 5   | Spezia            | 67  | 42 | 18 | 13 | 11 | 59 | 40 | +19 | Play-offs de Promoção para a Serie A de 2015–16 |
| 6   | Perugia           | 66  | 42 | 16 | 18 | 8  | 49 | 40 | +9  | Play-offs de Promoção para a Serie A de 2015–16 |
| 7   | Pescara           | 61  | 42 | 16 | 13 | 13 | 69 | 55 | +14 | Play-offs de Promoção para a Serie A de 2015–16 |
| 8   | Avellino          | 59  | 42 | 15 | 14 | 13 | 42 | 42 | 0   | Play-offs de Promoção para a Serie A de 2015–16 |
| 9   | Livorno           | 59  | 41 | 15 | 14 | 13 | 57 | 50 | +7  |                                                 |
| 10  | Bari              | 54  | 42 | 14 | 12 | 16 | 43 | 49 | -6  |                                                 |
| 11  | Trapani           | 53  | 42 | 13 | 14 | 15 | 56 | 67 | -11 |                                                 |
| 12  | Ternana           | 51  | 42 | 13 | 12 | 17 | 36 | 47 | -11 |                                                 |
| 13  | Latina            | 50  | 42 | 11 | 17 | 14 | 38 | 41 | -3  |                                                 |
| 14  | Virtus Lanciano   | 50  | 42 | 10 | 20 | 12 | 49 | 48 | +1  |                                                 |
| 15  | Pro Vercelli      | 49  | 42 | 12 | 13 | 17 | 46 | 57 | -11 |                                                 |
| 16  | Catania[d]        | 49  | 42 | 12 | 13 | 17 | 59 | 60 | -1  |                                                 |
| 17  | Crotone           | 48  | 42 | 12 | 12 | 18 | 42 | 52 | -10 |                                                 |
| 18  | Modena            | 47  | 42 | 10 | 17 | 15 | 37 | 39 | -2  | Play-off de Rebaixamento para a Lega Pro        |
| 19  | Virtus Entella[a] | 47  | 42 | 10 | 17 | 15 | 37 | 52 | -15 | Play-off de Rebaixamento para a Lega Pro        |
| 20  | Cittadella        | 44  | 42 | 9  | 17 | 16 | 47 | 56 | -9  | Rebaixados para a Lega Pro                      |
| 21  | Brescia[b]        | 42  | 42 | 12 | 12 | 18 | 54 | 63 | -9  | Rebaixados para a Lega Pro                      |
| 22  | Varese[c]         | 35  | 42 | 9  | 12 | 21 | 40 | 67 | -27 | Rebaixados para a Lega Pro                      |

Notas:
[a]. O Virtus Entella foi readmitido no campeonato após o rebaixamento do Catania.
[b]. O Brescia foi punido com a perda de 6 pontos pela Federação Italiana. Foi readmitido na Serie B após a falência do Parma.
[c]. O Varese foi punido com a perda de 4 pontos pela Federação Italiana por causa de irregularidades financeiras.
[d]. O Catania foi punido por fraude esportiva e por isso terminou o campeonato na ultima posição e foi rebaixado.
Em caso de empate em pontos de duas ou mais equipes, os critérios de desempate são:
1. Sorteio.

## Confrontos
Atualizado em 23 de maio de 2015
|                 | AVE | BAR | BOL | BRE | CAR | CAT | CIT | CRO | FRO | LAT | LIV | MOD | PER | PES | PRV | SPE | TER | TRA | VAR | VIC | VET | VLN |
| Avellino        |     | 2-0 | 1-0 | 2-0 | 1-0 | 1-0 | 1-2 | 1-2 | 3-0 | 1-0 | 2-1 | 1-0 | 1-2 | 3-2 | 1-0 | 0-0 | 1-1 | 1-1 | 0-0 | 0-1 | 1-1 | 1-1 |
| Bari            | 4-2 |     | 1-1 | 3-2 | 0-1 | 1-1 | 1-0 | 1-1 | 4-0 | 1-0 | 2-0 | 1-1 | 0-2 | 1-1 | 1-0 | 0-3 | 0-1 | 2-1 | 3-0 | 0-1 | 0-0 | 2-0 |
| Bologna         | 1-1 | 2-0 |     | 1-2 | 0-0 | 2-0 | 1-0 | 0-2 | 2-2 | 0-0 | 2-0 | 0-0 | 2-1 | 0-0 | 3-0 | 0-0 | 0-0 | 2-1 | 3-0 | 0-2 | 1-1 | 1-0 |
| Brescia         | 3-2 | 2-1 | 1-1 |     | 3-3 | 4-2 | 0-0 | 2-1 | 3-1 | 1-2 | 0-1 | 0-1 | 1-2 | 1-3 | 2-1 | 0-1 | 0-0 | 1-1 | 1-1 | 3-0 | 3-0 | 1-1 |
| Carpi           | 2-0 | 0-0 | 3-0 | 3-0 |     | 0-0 | 5-2 | 2-1 | 0-0 | 2-1 | 1-2 | 1-0 | 4-0 | 1-2 | 1-0 | 0-0 | 3-1 | 2-2 | 4-2 | 1-0 | 0-0 | 0-0 |
| Catania         | 1-0 | 2-3 | 2-2 | 2-2 | 0-2 |     | 2-3 | 1-1 | 1-2 | 1-0 | 1-1 | 0-0 | 2-0 | 2-1 | 4-0 | 2-2 | 2-0 | 4-1 | 2-1 | 3-1 | 5-1 | 3-3 |
| Cittadella      | 3-1 | 0-1 | 0-1 | 1-1 | 0-1 | 3-2 |     | 0-0 | 1-1 | 1-1 | 1-1 | 1-1 | 0-2 | 3-2 | 1-2 | 1-3 | 0-0 | 1-0 | 3-0 | 0-1 | 0-1 | 2-3 |
| Crotone         | 2-0 | 3-0 | 0-2 | 1-0 | 1-1 | 1-1 | 2-2 |     | 2-0 | 2-1 | 1-0 | 1-4 | 2-1 | 1-4 | 0-1 | 2-0 | 0-2 | 1-0 | 1-0 | 0-0 | 0-0 | 1-1 |
| Frosinone       | 0-0 | 1-1 | 2-1 | 1-0 | 1-0 | 1-0 | 1-1 | 3-1 |     | 1-0 | 5-1 | 2-0 | 2-1 | 2-1 | 3-2 | 1-1 | 0-1 | 4-1 | 1-1 | 1-0 | 3-3 | 2-1 |
| Latina          | 1-2 | 2-0 | 1-2 | 1-1 | 0-1 | 1-2 | 3-2 | 1-0 | 1-4 |     | 3-2 | 1-1 | 0-0 | 2-0 | 1-1 | 1-2 | 1-1 | 1-0 | 1-0 | 0-0 | 1-1 | 1-0 |
| Livorno         | 0-1 | 5-2 | 3-2 | 4-2 | 1-1 | 4-2 | 0-1 | 1-0 | 0-0 | 1-1 |     | 1-1 | 0-0 | 1-2 | 3-1 | 0-1 | 3-1 | 6-0 | 1-0 | 1-1 | 2-1 | 1-0 |
| Modena          | 1-2 | 0-1 | 0-0 | 1-1 | 1-2 | 0-0 | 1-1 | 3-0 | 1-0 | 0-0 | 0-0 |     | 0-0 | 2-0 | 1-0 | 2-0 | 1-2 | 2-1 | 1-1 | 1-2 | 2-0 | 1-1 |
| Perugia         | 0-0 | 1-1 | 2-1 | 1-0 | 2-0 | 1-0 | 3-1 | 0-0 | 0-1 | 0-0 | 1-1 | 2-0 |     | 2-2 | 3-2 | 2-1 | 2-2 | 1-0 | 2-0 | 2-2 | 2-1 | 0-0 |
| Pescara         | 0-0 | 0-0 | 2-3 | 2-3 | 0-5 | 1-0 | 1-1 | 2-1 | 3-0 | 1-1 | 3-0 | 1-0 | 2-2 |     | 1-0 | 1-2 | 1-2 | 0-0 | 2-0 | 2-2 | 4-0 | 1-1 |
| Pro Vercelli    | 1-1 | 3-0 | 3-2 | 0-0 | 0-0 | 3-2 | 0-1 | 3-2 | 1-1 | 1-1 | 3-3 | 1-1 | 0-0 | 0-4 |     | 1-0 | 2-1 | 1-0 | 4-0 | 1-1 | 2-0 | 2-1 |
| Spezia          | 0-1 | 1-0 | 1-1 | 4-1 | 1-2 | 3-0 | 0-0 | 2-1 | 2-1 | 1-1 | 3-0 | 3-2 | 2-0 | 2-2 | 5-2 |     | 0-1 | 3-0 | 1-1 | 0-0 | 1-0 | 3-3 |
| Ternana         | 2-2 | 2-0 | 0-1 | 2-1 | 0-1 | 1-0 | 1-1 | 2-1 | 0-1 | 0-2 | 0-4 | 1-0 | 0-0 | 1-1 | 0-1 | 0-0 |     | 1-2 | 2-0 | 0-2 | 0-1 | 0-1 |
| Trapani         | 4-1 | 1-1 | 0-0 | 3-2 | 0-0 | 2-2 | 2-1 | 3-1 | 3-1 | 1-0 | 0-0 | 3-0 | 2-2 | 2-4 | 2-1 | 3-2 | 4-2 |     | 0-0 | 2-1 | 2-2 | 1-0 |
| Varese          | 1-1 | 2-1 | 1-3 | 1-2 | 0-1 | 0-3 | 2-2 | 1-0 | 1-4 | 1-2 | 0-1 | 2-1 | 1-1 | 2-1 | 1-1 | 2-1 | 2-0 | 5-2 |     | 2-3 | 2-2 | 1-1 |
| Vicenza         | 1-0 | 1-0 | 0-0 | 2-0 | 1-2 | 0-0 | 1-1 | 1-0 | 2-1 | 0-0 | 0-0 | 0-2 | 3-1 | 2-1 | 2-1 | 1-0 | 2-0 | 3-0 | 1-0 |     | 0-0 | 2-2 |
| Virtus Entella  | 0-0 | 0-2 | 1-2 | 0-1 | 2-0 | 2-0 | 2-1 | 1-1 | 1-0 | 2-0 | 1-1 | 1-1 | 0-2 | 2-5 | 0-0 | 2-0 | 2-1 | 1-1 | 0-1 | 2-1 |     | 0-0 |
| Virtus Lanciano | 1-0 | 1-1 | 1-2 | 2-0 | 1-1 | 3-0 | 2-2 | 1-1 | 1-5 | 1-1 | 1-0 | 2-0 | 1-1 | 0-1 | 2-0 | 0-2 | 1-1 | 2-2 | 1-2 | 4-0 | 1-0 |     |

## Play-off
O terceiro e ultimo lugar a ser promovido à Serie A será decidido através dos playoffs - estruturado por meio de rodadas de preliminares, semifinais e final -, disputam os playoffs as equipes que ficaram entre a terceira posição e a oitava posição na classificação: o sexto joga contra o sétimo e o vencedor jogará contra o terceiro colocado; o quinto joga contra o oitavo e o vencedor jogará contra o quarto colocado da classificação. Duas equipes classificam e finalmente disputam a promoção na final do play-off. Os jogos das semifinais e finais são realizadas em dois jogos, ida e volta, enquanto as rodadas preliminares são realizadas apenas em um jogo único no campo do melhor colocado na temporada regular.

### Rodada preliminar
| Equipe 1 | Resultado | Equipe 2 |
| -------- | --------- | -------- |
| Perugia  | 1-2       | Pescara  |
| Spezia   | 1-2(pro.) | Avellino |

| 26 de maio de 2015 | Perugia       | 1 – 2     | Pescara                             | Renato Curi, Perugia                        |
| 15:30 (UTC+1)      | Goldaniga 52' | Relatório | Politano 62' · Bjarnason 74' (pen.) | Público: 12 100 Árbitro: ITA Michael Fabbri |

| 26 de maio de 2015 | Spezia       | 1 – 2 (pro) | Avellino            | Alberto Picco, La Spezia                       |
| 13:30 (UTC+1)      | Brezovec 70' | Relatório   | Zito 40' · Comi 97' | Público: 8 352 Árbitro: ITA Claudio Gavillucci |

### Semifinais
| Equipe 1 | Total | Equipe 2  | 1.º jogo | 2.º jogo |
| -------- | ----- | --------- | -------- | -------- |
| Pescara  | 3 - 2 | Vicenza   | 1 - 0    | 2 - 2    |
| Avellino | 3 - 3 | BolognaA1 | 0 - 1    | 3 - 2    |

#### Partidas de ida
| 29 de maio de 2015 | Pescara             | 1 – 0     | Vicenza | Adriático, Pescara                         |
| 13:00 (UTC+1)      | Memushaj 87' (pen.) | Relatório |         | Público: 12 252 Árbitro: ITA Luca Pairetto |

| 29 de maio de 2016 | Avellino | 0 – 1     | Bologna     | Paternio, Avellino                           |
| 15:30 (UTC+1)      |          | Relatório | Sansone 24' | Público: 14 000 Árbitro: ITA Fabrizio Pasqua |

#### Partidas de volta
| 2 de junho de 2015 | Bologna                     | 2 – 3     | Avellino                  | Renato Dall'Ara, Bologna                      |
| 13:00 (UTC+1)      | Acquafresca 19' · Cacia 51' | Relatório | Trotta 7', 45' · Koné 85' | Público: 20 104 Árbitro: ITA Maurizio Mariani |

| 2 de junho de 2016 | Vicenza                 | 2 – 2     | Pescara                             | Romeo Menti, Vicenza                       |
| 15:30 (UTC+1)      | Moretti 45' · Cocco 81' | Relatório | Sampirisi 4' (con.) · Bjarnason 65' | Público: 12 112 Árbitro: ITA Fabio Maresca |

Notas
- A1 ^  Classificado a final por causa da melhor colocação na classificação.

### Final
| Equipe 1 | Total | Equipe 2  | 1.º jogo | 2.º jogo |
| -------- | ----- | --------- | -------- | -------- |
| Pescara  | 1 - 1 | BolognaA2 | 0 - 0    | 1 - 1    |

#### Partida de ida
| 5 de junho de 2016 | Pescara | 0 – 0     | Bologna | Adriático, Pescara                              |
| 16:00 (UTC+1)      |         | Relatório |         | Público: 18 722 Árbitro: ITA Claudio Gavillucci |

#### Partida de volta
| 9 de junho de 2016 | Bologna     | 1 – 1     | Pescara      | Renato Dall'Ara, Bologna                    |
| 15:30 (UTC+1)      | Sansone 37' | Relatório | Pasquato 56' | Público: 31 632 Árbitro: ITA Michael Fabbri |

Notas
- A2 ^   Promovido a Serie A por causa da melhor colocação na classificação.

## Play-out
O play-off para descenso a Lega Pro é disputada entre os times que ficaram entre a posição 19ª e 18ª na classificação.
| Equipe 1       | Total | Equipe 2 | 1.º jogo | 2.º jogo |
| -------------- | ----- | -------- | -------- | -------- |
| Virtus Entella | 3 - 3 | ModenaA1 | 2 - 2    | 1 - 1    |

#### Partida de ida
| 30 de maio de 2015 | Virtus Entella                  | 2 – 2     | Modena             | Comunale                                     |
| 13:00 (UTC+1)      | Costa Ferreira 25' · Staiti 39' | Relatório | Garritano 42', 67' | Público: 3 500 Árbitro: ITA Maurizio Mariani |

#### Partida de volta
| 6 de junho de 2015 | Modena              | 1 – 1     | Virtus Entella | Alberto Braglia                              |
| 13:00 (UTC+1)      | Granoche 23' (pen.) | Relatório | Mazzarani 36'  | Público: 5 644 Árbitro: ITA Riccardo Pinzani |

Notas
- A1 ^   Salvo do rebaixamento por causa da melhor colocação na classificação.

## Promovidos e Rebaixados
| Pos. | Promovidos a Serie A |
| ---- | -------------------- |
| 1º   | Carpi                |
| 2º   | Frosinone            |
| 4º   | Bologna (Play-off)   |

| Pos. | Rebaixados para Lega Pro               |
| ---- | -------------------------------------- |
| 16º  | Catania (punição por fraude esportiva) |
| 20º  | Cittadella                             |
| 22º  | Varese                                 |